# فواز القرني
فواز القرني مواليد 2 أبريل 1992، هو لاعب كرة قدم سعودي يلعب كحارس مرمى.

## المسيرة الكروية
لعب في نادي الاتحاد من عام 2012 و انتقل للشباب في عام 2021 و لعب معهم لمدة 3 مواسم.

## الإنجازات
مع الاتحاد
- بطولة كأس خادم الحرمين مرتين.
- بطولة كأس ولي العهد مرة واحدة.

## الجوائز
- جائزة أفضل حارس في في خليجي 24 المقامة في قطر 2019م.[2]

## روابط خارجية
- فواز القرني على موقع قاعدة بيانات كرة القدم.إي يو (الإنجليزية)
- فواز القرني على موقع ناشيونال فوتبول تيمز (الإنجليزية)
- فواز القرني على موقع Soccerway.com (الإنجليزية)
- فواز القرني على موقع عالم كرة القدم.نت (الإنجليزية)
- فواز القرني على موقع كووورة